# 0 (рік)
Нульовий рік — неіснуючий за григоріанським та юліанським літочисленням. Він згадується під час розрахунку років відповідно до номерів цілих чисел на координатній прямій, однак при перерахунку одиниць часу люди, зазвичай, використовують ряд натуральних чисел, наприклад, коли народжується дитина, їй відразу іде перший рік, а не нульовий.
Система літочислення, в якій існують нульовий рік і від’ємні номери років, використовується астрономами для точного розрахунку часу астрономічних подій. Той рік, який при цьому вважається нульовим, у звичайній мові називається першим до нашої ери. Другий рік до нашої ери отримує в такій системі номер -1, третій -2 і т. д.
Також нульовий рік існує в місячному календарі та деяких буддистських та індуїстських календарях.
Нульовий рік може означати підготовчий рік навчання, що передує першому.